# Calosoma splendidum
Calosoma splendidum är en skalbaggsart som beskrevs av Pierre François Marie Auguste Dejean. Calosoma splendidum ingår i släktet Calosoma och familjen jordlöpare. Inga underarter finns listade i Catalogue of Life.